# Rodičovská linka
Rodičovská linka je v České republice provozována spolkem Linka bezpečí.

## Popis činnosti
Posláním Rodičovské linky je poskytovat krizovou pomoc a rodinné a výchovné poradenství rodičům, prarodičům a všem, kteří jednají v zájmu dětí. Cílovou skupinou jsou i pedagogové mateřských, základních a středních škol. Rodičovská linka je registrovanou sociální službou dle zákona č. 108/2006 Sb. o sociálních službách. V rámci Rodičovské linky a e-mailové poradny rodiče nejčastěji konzultují rodinné vztahy a výchovné postupy ve vztahu ke svým dětem. Jedná se o běžné výchovné obtíže, např. zvládání vzteku u malých dětí, ale i ty závažné, např. zvýšenou agresivitu, lhaní, opakované krádeže, zneužívání návykových látek. Rodiče se na linku obracejí i pro poradenství týkající se obtížné rodinné situace, např. rozvodu, sporu o dítě, úmrtí člena rodiny či špatné sociální situace. Mezi specifická témata patří problémy spjaté se školní docházkou, jako jsou problémy s prospěchem, záškoláctvím, šikanou a volbou školy. Nezanedbatelnou skupinu tvoří volající, kteří nás kontaktují s podezřením na týrání, zneužívání a zanedbávání dítěte v rodině či ve svém okolí.

### Dostupnost
Rodičovská linka je k dispozici klientům z celé České republiky pomocí telefonu, e-mailu a chatu.

### Cílová skupina
- rodiče
- prarodiče
- rodinní příslušníci
- pedagogové mateřských, základních a středních škol
- dospělé, kteří jednají v zájmu dětí a rodiny

### Personální zajištění
Služby Rodičovské linky zajišťuje pět odborných pracovníků z řad psychologů. Každý konzultant je speciálně vyškolen v oblasti telefonické krizové intervence a má dlouhodobou praxi v oblasti rodinného a výchovného poradenství. Služby e-mailové poradny zabezpečují celkem 4 konzultanti. Kromě odborných znalostí je hlavním předpokladem pro tuto práci absolvovaný výcvik v internetovém poradenství.

### Způsob práce s klientem
Rodičovská linka využívá metod telefonické krizové intervence a rodinného a výchovného poradenství. V první části hovoru je volajícímu rodiči dáván dostatečný prostor k tomu, aby mohl hovořit o své situaci. V případě, že je rozrušen či zmaten, konzultant linky nejdříve jeho emoční stav stabilizuje a ukotvuje. Poté rodič ve spolupráci s konzultantem formuluje svůj dotaz či potřebu a společně hledají rozšiřující možnosti řešení jeho problému. V případě, že se rodič obrací s jasnou žádostí o odbornou radu, jsou mu kladeny doplňující dotazy, které jsou potřebné pro adekvátní odpověď. Na základě svých odborných zkušeností a znalostí podává konzultant volajícímu vyžadované informace, popř. jistá doporučení. Konzultant linky zná své hranice možné pomoci a na základě své praktické zkušenosti doporučí kontakt na vhodná pracoviště v místě bydliště volajícího. Rodičovská linka pracuje s celorepublikovou databází kontaktů na různé odborné instituce a zařízení.